# Plano de Laguerre

Plano de Laguerre clásico: modelo 2d/3d

En matemáticas, un plano de Laguerre es uno de los tres tipos de plano de Benz, que son el plano de Möbius, el propio plano de Laguerre y el plano de Minkowski. Los planos de Laguerre llevan el nombre del matemático francés Edmond Laguerre (1834-1886).
El plano de Laguerre clásico es una estructura de incidencia que describe el comportamiento de incidencia de las curvas {\displaystyle y=ax^{2}+bx+c}, es decir, parábolas y rectas, en el plano afín real. Para simplificar la estructura, a cualquier curva {\displaystyle y=ax^{2}+bx+c} se le suma el punto {\displaystyle (\infty ,a)}. Una ventaja adicional de esta terminación es que la geometría plana de las parábolas/rectas completadas es isomórfica con respecto a la geometría de las secciones de un cilindro (véase más abajo).

## El plano de Laguerre real clásico
Originalmente, el plano de Laguerre clásico se definió como la geometría de las líneas rectas y de las circunferencias orientadas en el plano euclídeo real. El presente artículo se ha centrado en el modelo de parábola del plano de Laguerre clásico.
Se define:
{\displaystyle {\mathcal {P}}:=\mathbb {R} ^{2}\cup (\{\infty \}\times \mathbb {R} ),\ \infty \notin \mathbb {R} ,} el conjunto de puntos,
{\displaystyle {\mathcal {Z}}:=\{\{(x,y)\in \mathbb {R} ^{2}\mid y=ax^{2}+bx+c\}\cup \{(\infty ,a)\}\mid a,b,c\in \mathbb {R} \}} el conjunto de ciclos.
La estructura de incidencia {\displaystyle ({\mathcal {P}},{\mathcal {Z}},\in )} se denomina plano de Laguerre clásico.
El conjunto de puntos es {\displaystyle \mathbb {R} ^{2}} más una copia de {\displaystyle \mathbb {R} } (véase la figura). Cualquier parábola/línea recta {\displaystyle y=ax^{2}+bx+c} se considera que posee el punto adicional {\displaystyle (\infty ,a)}.
Los puntos con la misma coordenada x no pueden conectarse mediante curvas de la forma {\displaystyle y=ax^{2}+bx+c}. Por ello, se define que:
Dos puntos {\displaystyle A,B} son paralelos ({\displaystyle A\parallel B})
si {\displaystyle A=B} o no hay ningún ciclo que contenga a {\displaystyle A} y a {\displaystyle B}.
Para la descripción del plano de Laguerre real clásico, dos puntos {\displaystyle (a_{1},a_{2}),(b_{1},b_{2})} son paralelos si y solo si {\displaystyle a_{1}=b_{1}}. {\displaystyle \parallel } es un relación de equivalencia, similar al paralelismo entre líneas rectas.
La estructura de incidencia {\displaystyle ({\mathcal {P}},{\mathcal {Z}},\in )} tiene las siguientes propiedades:
Lema:
- Para tres puntos cualesquiera {\displaystyle A,B,C}, no paralelos dos a dos, hay exactamente un ciclo {\displaystyle z} que contiene a {\displaystyle A,B,C}.
- Para cualquier punto {\displaystyle P} y cualquier ciclo {\displaystyle z} existe exactamente un punto {\displaystyle P'\in z} tal que {\displaystyle P\parallel P'}.
- Para cualquier ciclo {\displaystyle z}, cualquier punto {\displaystyle P\in z} y cualquier punto {\displaystyle Q\notin z} que no sea paralelo a {\displaystyle P} hay exactamente un ciclo {\displaystyle z'} a {\displaystyle P,Q} con {\displaystyle z\cap z'=\{P\}}, es decir, {\displaystyle z} y {\displaystyle z'} se tocan entre sí en {\displaystyle P}.

Plano de Laguerre: proyección estereográfica del plano xz sobre un cilindro

Similar al modelo de esfera del plano de Möbius clásico, existe un modelo de cilindro para el plano de Laguerre clásico:
{\displaystyle ({\mathcal {P}},{\mathcal {Z}},\in )} es isomorfo a la geometría de secciones planas de un cilindro circular en {\displaystyle \mathbb {R} ^{3}}.
La aplicación {\displaystyle \Phi } es una proyección con centro {\displaystyle (0,1,0)} que hace corresponder el plano x-z en el cilindro con la ecuación {\displaystyle u^{2}+v^{2}-v=0}, eje {\displaystyle (0,{\tfrac {1}{2}},..)} y radio {\displaystyle r={\tfrac {1}{2}}\ :}.
{\displaystyle \Phi :\ (x,z)\rightarrow ({\frac {x}{1+x^{2}}},{\frac {x^{2}}{1+x^{2}}},{\frac {z}{1+x^{2}}})=(u,v,w)\ .}
- Los puntos {\displaystyle (0,1,a)} (líneas rectas del cilindro que pasan por el centro) no aparecen como imágenes.
- {\displaystyle \Phi } proyecta la parábola/recta con ecuación {\displaystyle z=ax^{2}+bx+c} en el plano {\displaystyle w-a=bu+(a-c)(v-1)}. Entonces, la imagen de la parábola/recta es la sección plana del cilindro con un plano no perpendicular y por lo tanto un círculo/elipse sin punto {\displaystyle (0,1,a)}. Las parábolas/rectas de la forma {\displaystyle z=ax^{2}+a} se asignan a circunferencias (horizontales).
- Se asigna una línea recta (a=0) a un círculo/elipse que pasa por el centro {\displaystyle (0,1,0)} y una parábola ({\displaystyle a\neq 0}) a una

circunferencia/elipse que no contiene a {\displaystyle (0,1,0)}.

## Axiomas de un plano de Laguerre
El lema anterior da lugar a la siguiente definición:
Sea {\displaystyle {\mathcal {L}}:=({\mathcal {P}},{\mathcal {Z}},\in )} una estructura de incidencia con el conjunto de puntos {\displaystyle {\mathcal {P}}} y el conjunto de ciclos {\displaystyle {\mathcal {Z}}}.
Dos puntos {\displaystyle A,B} son paralelos ({\displaystyle A\parallel B}) si {\displaystyle A=B} o no hay ningún ciclo que contenga {\displaystyle A} y {\displaystyle B}.
{\displaystyle {\mathcal {L}}} se denomina plano de Laguerre si se cumplen los siguientes axiomas:

Axiomas del plano de Laguerre

B1: Para tres puntos cualesquiera {\displaystyle A,B,C}, no paralelos dos a dos, hay exactamente un ciclo {\displaystyle z} que contiene {\displaystyle A,B,C}.
B2: Para cualquier punto {\displaystyle P} y cualquier ciclo {\displaystyle z} existe exactamente un punto {\displaystyle P'\in z} tal que {\displaystyle P\parallel P'}.
B3: Para cualquier ciclo {\displaystyle z}, cualquier punto {\displaystyle P\in z} y cualquier punto {\displaystyle Q\notin z} que no sea paralelo a {\displaystyle P} hay exactamente un ciclo {\displaystyle z'} a {\displaystyle P,Q} con {\displaystyle z\cap z'=\{P\}},
es decir, {\displaystyle z} y {\displaystyle z'} se tocan entre sí en {\displaystyle P}.
B4: Cualquier ciclo contiene al menos tres puntos. Existe al menos un ciclo. Hay al menos cuatro puntos que no están en un ciclo.
Cuatro puntos {\displaystyle A,B,C,D} son concíclicos si hay un ciclo {\displaystyle z} que contiene a {\displaystyle A,B,C,D\in z}.
De la definición de la relación {\displaystyle \parallel } y el axioma B2 se obtiene que
Lema:
- La relación {\displaystyle \parallel } es una relación de equivalencia.

Siguiendo el modelo cilíndrico del plano de Laguerre clásico, se introducen los términos siguientes:
a) Para {\displaystyle P\in {\mathcal {P}}} se configura {\displaystyle {\overline {P}}:=\{Q\in {\mathcal {P}}\|\ P\parallel Q\}}.
b) Una clase de equivalencia {\displaystyle {\overline {P}}} se denomina generador.
Para el plano clásico de Laguerre, un generador es una línea paralela al eje (modelo plano) o una línea en el cilindro (modelo espacial).
La conexión con la geometría lineal viene dada por la siguiente definición:
Para un plano de Laguerre {\displaystyle {\mathcal {L}}:=({\mathcal {P}},{\mathcal {Z}},\in )} se define la estructura local
{\displaystyle {\mathcal {A}}_{P}:=({\mathcal {P}}\setminus \{{\overline {P}}\},\{z\setminus \{{\overline {P}}\}\|\ P\in z\in {\mathcal {Z}}\}\cup \{{\overline {Q}}\|\ Q\in {\mathcal {P}}\setminus \{{\overline {P}}\},\in )}
valor denominado residuo en el punto P.
En el modelo plano del plano clásico de Laguerre, {\displaystyle {\mathcal {A}}_{\infty }} es el plano afín real {\displaystyle \mathbb {R} ^{2}}.
En general, se obtiene que
Teorema:
- Cualquier residuo de un plano de Laguerre es un plano afín.

Y la definición equivalente de plano de Laguerre:
Teorema:
- Una estructura de incidencia junto con una relación de equivalencia {\displaystyle \parallel } sobre {\displaystyle {\mathcal {P}}} es un plano de Laguerre si y solo si para cualquier punto {\displaystyle P} el residuo {\displaystyle {\mathcal {A}}_{P}} es un plano afín.

## Planos finitos de Laguerre

Modelo mínimo de un plano de Laguerre (solo se muestran 4 de los 8 ciclos)

La siguiente estructura de incidencia es un modelo mínimo de un plano de Laguerre:
{\displaystyle {\mathcal {P}}:=\{A_{1},A_{2},B_{1},B_{2},C_{1},C_{2}\}\ ,}
{\displaystyle {\mathcal {Z}}:=\{\{A_{i},B_{j},C_{k}\}\|\ i,j,k=1,2\}\ ,}
{\displaystyle A_{1}\parallel A_{2},\ B_{1}\parallel B_{2},\ C_{1}\parallel C_{2}\ .}
Por eso
{\displaystyle |{\mathcal {P}}|=6} y {\displaystyle |{\mathcal {Z}}|=8\ .}
Para planos de Laguerre finitos, es decir {\displaystyle |{\mathcal {P}}|<\infty }, se obtiene:
Lema:
- Para cualquier ciclo {\displaystyle z_{1},z_{2}} y cualquier generador {\displaystyle {\overline {P}}} de un plano de Laguerre finito {\displaystyle {\mathcal {L}}:=({\mathcal {P}},{\mathcal {Z}},\in )}, se tiene que:

{\displaystyle |z_{1}|=|z_{2}|=|{\overline {P}}|+1}.
Para un plano de Laguerre finito {\displaystyle {\mathcal {L}}:=({\mathcal {P}},{\mathcal {Z}},\in )} y un ciclo {\displaystyle z\in {\mathcal {Z}}}, el número entero {\displaystyle n:=|z|-1} se denomina orden de {\displaystyle {\mathcal {L}}}.
De la combinatoria se obtiene que
Lema:
Sea {\displaystyle {\mathcal {L}}:=({\mathcal {P}},{\mathcal {Z}},\in )} un plano de orden de Laguerre {\displaystyle n}. Entonces
a) Cualquier residuo {\displaystyle {\mathcal {A}}_{P}} es un plano afín de orden {\displaystyle n}
b) {\displaystyle |{\mathcal {P}}|=n^{2}+n,} c) {\displaystyle |{\mathcal {Z}}|=n^{3}.}

## Planos de Laguerre miquelianos
A diferencia de los planos de Möbius, la generalización formal del modelo de un plano de Laguerre clásico, es decir, reemplazar {\displaystyle \mathbb {R} } por un campo arbitrario {\displaystyle K}, siempre conduce a un ejemplo de plano de Laguerre.
Teorema:
Para un cuerpo {\displaystyle K} y
{\displaystyle {\mathcal {P}}:=K^{2}\cup } {\displaystyle (\{\infty \}\times K),\ \infty \notin K},
{\displaystyle {\mathcal {Z}}:=\{\{(x,y)\in K^{2}\|\ y=ax^{2}+bx+c\}\cup \{(\infty ,a)\}\|\ a,b,c\in K\}} la estructura de incidencia
{\displaystyle {\mathcal {L}}(K):=({\mathcal {P}},{\mathcal {Z}},\in )} es un plano de Laguerre con la siguiente relación paralela: {\displaystyle (a_{1},a_{2})\parallel (b_{1},b_{2})} si y solo si {\displaystyle a_{1}=b_{1}}.
De manera similar a un plano de Möbius, la versión de Laguerre del Teorema de Miquel sostiene que:

Teorema de Miquel (para mayor claridad, se han dibujado circunferencias en lugar de parábolas)

Teorema de Miquel:
Para el plano de Laguerre {\displaystyle {\mathcal {L}}(K)} se cumple lo siguiente:
Si 8 puntos {\displaystyle P_{1},\ldots ,P_{8}} no paralelos dos a dos se pueden asignar a los vértices de un cubo, de modo que los puntos en 5 caras correspondan a cuádrupletes concíclicos, entonces el sexto cuádruplete de puntos también es concíclico (para disponer de una mejor visión general de la figura, se han dibujado circunferencias en lugar de parábolas).
La importancia del Teorema de Miquel se demuestra en el siguiente teorema, que se debe a Waerden, Smid y Chen:
Teorema:
Solo un plano de Laguerre {\displaystyle {\mathcal {L}}(K)} satisface el teorema de Miquel.
Debido a este último teorema, {\displaystyle {\mathcal {L}}(K)} se denomina plano de Laguerre miqueliano.
El modelo mínimo de un plano de Laguerre es miqueliano. Es isomorfo al plano de Laguerre {\displaystyle {\mathcal {L}}(K)} con {\displaystyle K=GF(2)} (campo {\displaystyle \{0,1\}}).
Una proyección estereográfica adecuada muestra que {\displaystyle {\mathcal {L}}(K)} es isomorfo a la geometría de las secciones planas de un cilindro cuádrico sobre el campo {\displaystyle K}.

## Planos de Laguerre ovoidales
Hay muchos planos de Laguerre que no son miquelianos (véase el enlace web que figura más abajo). La clase que más se parece a los planos de Laguerre miquelianos son los planos ovoidales de Laguerre. Un plano ovoidal de Laguerre es la geometría de las secciones planas de un cilindro que se construye utilizando un óvalo en lugar de una cónica no degenerada. Un óvalo es un conjunto cuadrático, y tiene las mismas propiedades geométricas que una cónica no degenerada en un plano proyectivo: 1) una recta corta a un óvalo en cero, uno o dos puntos y 2) en cualquier punto existe una tangente única. Se puede construir un óvalo simple en el plano real pegando dos mitades adecuadas de elipses diferentes, de modo que el resultado no sea una cónica. Incluso en el caso finito, existen óvalos adecuados (véase conjunto cuadrático).